# ZNF676
ZNF676‏ (Zinc finger protein 676) هوَ بروتين يُشَفر بواسطة جين ZNF676 في الإنسان.